# Peyraube
Peyraube ist eine französische Gemeinde mit 170 Einwohnern (Stand 1. Januar 2022) im Département Hautes-Pyrénées in der Region Okzitanien (vor 2016: Midi-Pyrénées). Sie gehört zum Arrondissement Tarbes und zum Kanton La Vallée de l’Arros et des Baïses.
Die Einwohner werden Peyraubais und Peyraubaises genannt.

## Geographie
Die Gemeinde Peyraube liegt am Westrand des Plateaus von Lannemezan, circa 14 Kilometer ostsüdöstlich von Tarbes in der historischen Grafschaft Bigorre.
Umgeben wird Peyraube von den fünf Nachbargemeinden:
|        | Clarac                                      |                  |
| Bordes | Kompassrose, die auf Nachbargemeinden zeigt | Moulédous        |
|        | Tournay                                     | Bernadets-Dessus |

## Einwohnerentwicklung
Nach Beginn der Aufzeichnungen stieg die Einwohnerzahl bis zur ersten Hälfte des 19. Jahrhunderts auf einen Höchststand von rund 375. In der Folgezeit sank die Größe der Gemeinde bei kurzen Erholungsphasen bis zu den 1980er Jahren auf rund 100 Einwohner, bevor eine Wachstumsphase einsetzte, die bis heute anhält.
| Jahr      | 1962 | 1968 | 1975 | 1982 | 1990 | 1999 | 2006 | 2011 | 2022 |
| --------- | ---- | ---- | ---- | ---- | ---- | ---- | ---- | ---- | ---- |
| Einwohner | 134  | 121  | 116  | 102  | 111  | 114  | 120  | 149  | 170  |

## Sehenswürdigkeiten
- Pfarrkirche Saints-Adbdon-St-Sennen

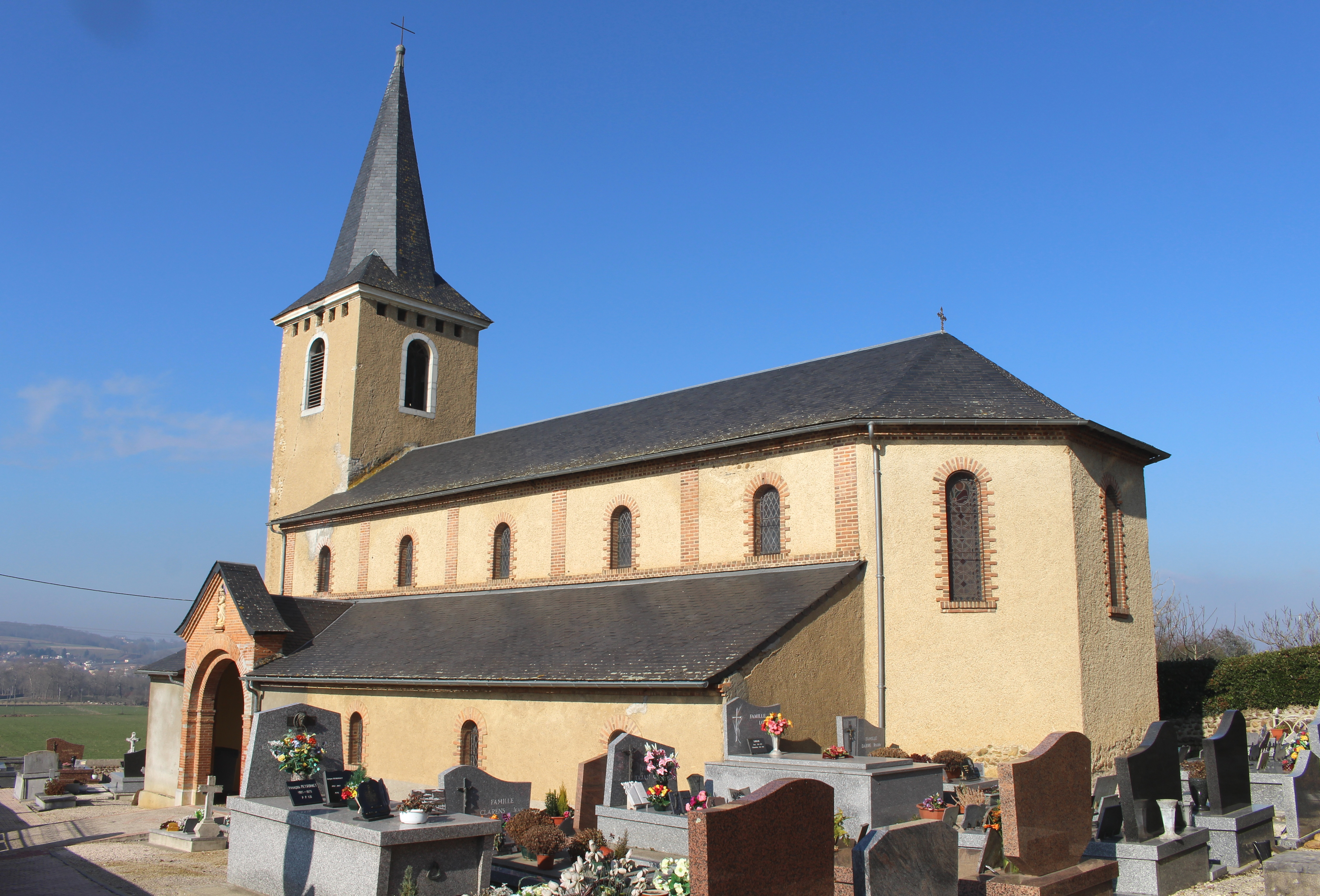
Pfarrkirche Saints-Adbdon-et-Sennen
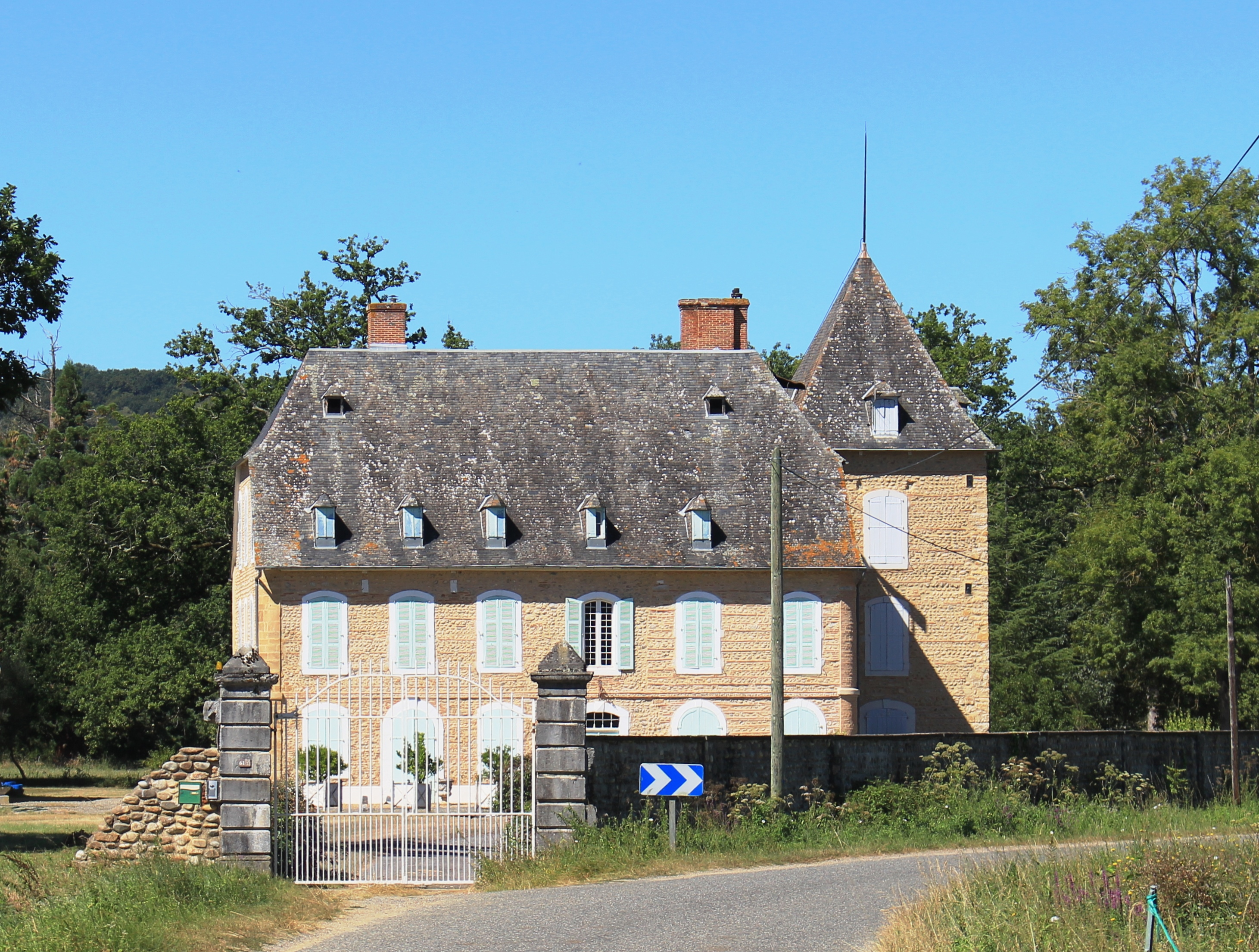
Schloss Peyraube
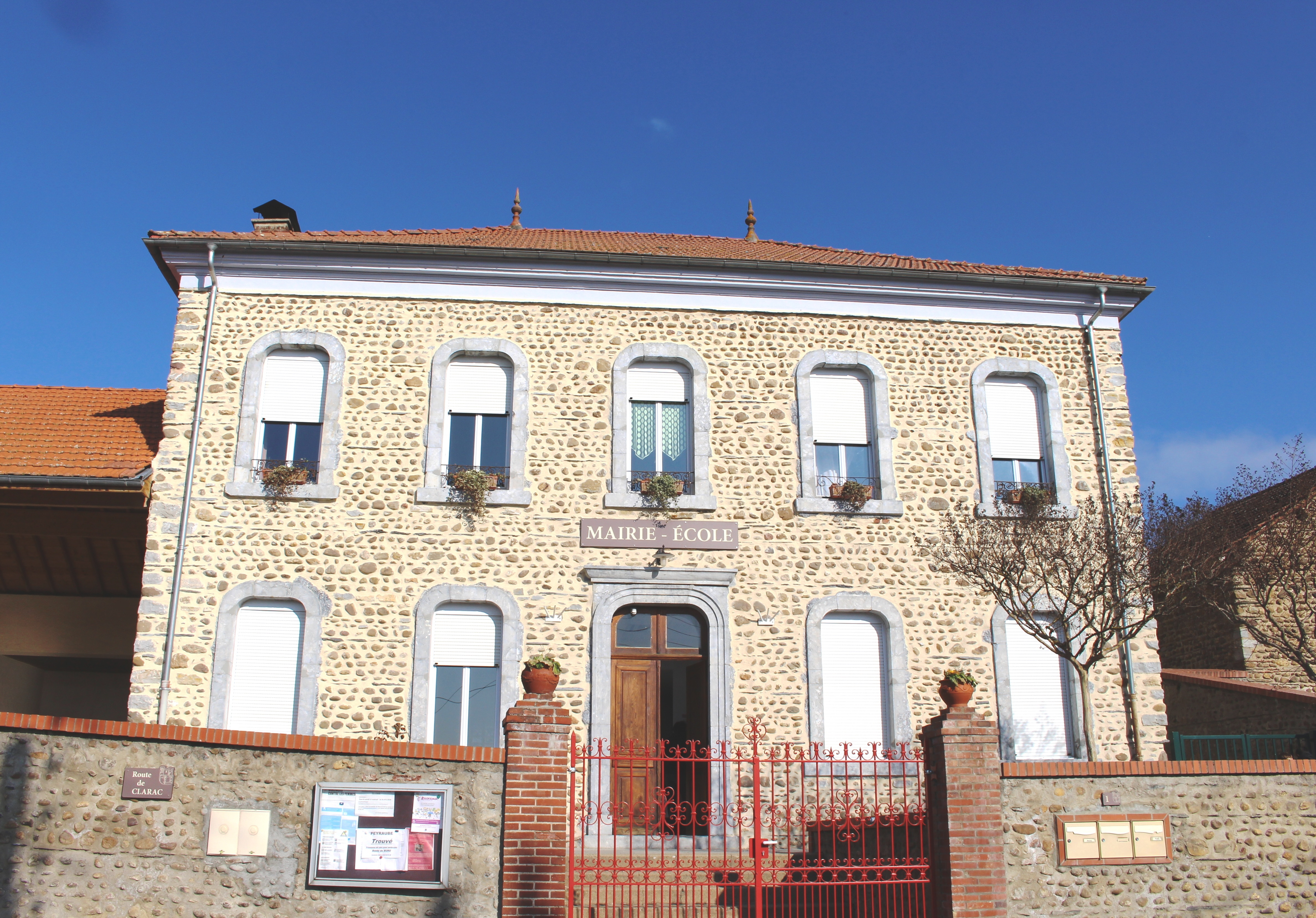
Mairie (Rathaus)

## Wirtschaft und Infrastruktur
Peyraube liegt in den Zonen AOC der Schweinerasse Porc noir de Bigorre und des Schinkens Jambon noir de Bigorre.

### Bildung
Die Gemeinde verfügt über eine Grundschule mit 14 Schülerinnen und Schülern im Schuljahr 2019/20.

### Verkehr
Peyraube wird von den Routes départementales 20 und 46 durchquert.